# Atractodes americanus
Atractodes americanus är en stekelart som först beskrevs av William Harris Ashmead 1890.  Atractodes americanus ingår i släktet Atractodes och familjen brokparasitsteklar. Inga underarter finns listade.